# Michael Stürner
Michael Stürner (* 8. Februar 1975 in Stuttgart) ist ein deutscher Jurist und Hochschullehrer an der Universität Konstanz.

## Leben
Stürner studierte von 1994 bis 1999 Rechtswissenschaften an den Universitäten Würzburg, Genf und München. Im Jahre 2000 erwarb er den Titel Magister Juris am Lincoln College der University of Oxford. Zwei Jahre später, während seines Referendariats, promovierte er bei Dagmar Coester-Waltjen in München mit einer rechtsvergleichenden Arbeit im Zivilprozessrecht. Nach dem zweiten Staatsexamen war Stürner zunächst von 2004 bis 2006 als Rechtsanwalt in München und in Köln tätig, bevor sich seiner akademischen Laufbahn vollends widmete. Bereits seit 2004 war er wissenschaftlicher Mitarbeiter von Heinz-Peter Mansel in Köln. Dort habilitierte er sich 2009 und erwarb die Venia legendi für die Fächer Bürgerliches Recht, Zivilverfahrensrecht, Internationales Privatrecht, Rechtsvergleichung und Europäisches Privatrecht.
Zum Sommersemester 2009 übernahm Stürner eine Lehrstuhlvertretung an der LMU München, bevor er zum Wintersemester 2009/10 einen Ruf an die Universität Frankfurt (Oder) auf den Lehrstuhls für Bürgerliches Recht, Internationales Privatrecht und Rechtsvergleichung annahm. Dort blieb er bis zum Jahre 2012, als er einen Ruf der Universität Konstanz auf den dortigen Lehrstuhl für Bürgerliches Recht, Internationales Privat- und Verfahrensrecht und Rechtsvergleichung annahm, den er seitdem innehat. Seit 2013 ist er zudem Richter am Oberlandesgericht Karlsruhe. 

## Veröffentlichungen (Auswahl)
- Die Anfechtung von Zivilurteilen. Eine funktionale Untersuchung der Rechtsmittel im deutschen und englischen Recht. C.H. Beck, München 2002, ISBN 3-406-49368-8. (Dissertation)
- Der Grundsatz der Verhältnismäßigkeit im Schuldvertragsrecht. Zur Dogmatik einer privatrechtsimmanenten Begrenzung von vertraglichen Rechten und Pflichten. Mohr Siebeck, Tübingen 2010, ISBN 978-3-16-150273-6. (Habilitation)
- Udo Kornblum und Michael Stürner: Fälle zum Allgemeinen Schuldrecht. 7. Auflage. C.H. Beck, München 2011, ISBN 978-3-406-62690-6.

Hinzu kommen zahlreiche Aufsätze in Fachzeitschriften und Festbeiträgen wie beispielsweise Das Schiedsvereinbarungsstatut bei vertraglichen Streitigkeiten in IPRax, 2014, 473ff. (mit seinem Habilitanden Christoph Wendelstein) oder Rechtsschutz gegen fehlerhafte europäische Vollstreckungstitel in GPR 2010, 43ff.
Außerdem ist Michael Stürner Mitherausgeber der JURA und der Zeitschrift für das Privatrecht der Europäischen Union (GPR).